# پائول آلفرد بیفلد
 پائول آلفرد بیفلد (انگلیسی: Paul Alfred Biefeld؛ زاده ۲۲ مارس ۱۸۶۷ درگذشته ۲۱ ژوئن ۱۹۴۳) یک فیزیک‌دان، و ستاره‌شناس اهل آلمان بود.